# Aloe cryptoflora
Aloe cryptoflora är en grästrädsväxtart som beskrevs av Gilbert Westacott Reynolds. Aloe cryptoflora ingår i släktet Aloe och familjen grästrädsväxter. Inga underarter finns listade i Catalogue of Life.